# 山形いすゞ自動車
山形いすゞ自動車株式会社（やまがたいすずじどうしゃ、略称：山形いすゞ）は、山形県に本社を置く、いすゞ自動車の製品を取扱う販売会社である。山形運輸支局管轄区域を販売エリアとする正規ディーラーである。

## 沿革
- 1946年（昭和21年）10月 - 前身の羽越金剛商会を設立。
- 1951年（昭和26年）8月15日 - 山形いすゞ自動車株式会社を設立。
- 1968年（昭和43年）11月 - 小型車部門を分離し、新山形いすゞモーター株式会社を設立。
- 2000年（平成12年）10月 - 新山形いすゞモーター株式会社を吸収合併。
- 2011年（平成23年）10月 - 創立60周年を迎える。
- 2015年（平成27年）10月 - 東根営業所、寒河江サービス工場および米沢サービス工場の3拠点が国交省の表彰事業である平成27年度「環境に優しい自動車販売・整備事業場」の東北運輸局長表彰を受賞[1]。

## 事業所所在地
- 山形営業所，  山形県山形市成沢西5-1-5
- 酒田営業所，  山形県酒田市ゆたか3-1-1
  - いすゞ自動車エンジン販売のマリンエンジン販売取扱拠点
- 鶴岡営業所，  山形県鶴岡市宝田3-13-4
  - いすゞ自動車エンジン販売のマリンエンジン販売取扱拠点
- 新庄営業所，  山形県新庄市大字福田字福田山711-92
- 寒河江営業所，山形県寒河江市中央工業団地46
- 米沢営業所，  山形県東置賜郡高畠町大字糠野目705-1
- 東根営業所，  山形県東根市神町1100